# Nisi Dominus (Händel)
Nisi Dominus és un arranjament musical del text llatí de Salm 127 (Vulgata 126) realitzat per Georg Friedrich Händel. El nom de la peça ve de les primeres dues paraules (l' íncipit) del salm, i és cataloga entre les obres completes del compositor com a HWV 238.
Fou compost a Roma el 1707 per a la festa de la Madonna del Monte Carmel. És molt probable que Nisi Dominus fou estrenada el 16 de juliol de 1707 a l'església de Santa Maria in Montesanto, a Roma, sota el patronatge de la família Colonna. En el doxologia del final, Händel escriu una part a vuit veus i a doble cor i una orquestra de corda doble.

## Anàlisi musical
Una interpretació habitual dura uns 13 minuts.

### Estructura
L'obra té els següents moviments:
| Moviment | Tipus – veu                | Text | Traducció |
| -------- | -------------------------- | --- | --- |
| 1        | Solistes i cor             | Nisi Dominus aedificaverit domum, in vanum laboraverunt, qui aedificant eam. Nisi Dominus custodierit civitatem, frustra vigilat, qui custodit eam. | Si el Senyor no construeix la casa, és inútil l'afany dels constructors. Si el Senyor no guarda la ciutat, és inútil que vigilin els guardes. |
| 2        | Ària (solo de tenor)       | Vanum est vobis ante lucem surgere: surgite, post quam sederitis, qui manducatis panem doloris.                                                     | És inútil que us lleveu tan de matí i aneu tan tard a reposar, per menjar un pa que us guanyeu a dures penes.                                 |
| 3        | Ària (solo de contratenor) | Cum dederit dilectis suis somnum. Ecce haereditas Domini filii, merces fructus ventris.                                                             | L'herència del Senyor són els fills, els descendents són la millor recompensa; els fills que heu tingut quan éreu joves.                      |
| 4        | Ària (solo de baix)        | Sicut sagittae in manu potentis | Són com les fletxes en mans d'un guerrer. |
| 5        | Ària (solo de tenor)       | Beatus vir qui implevit | Feliç l'home que se n'omple el buirac |
| 6        | Doble cor                  | Gloria Patri et Filio, Spiritui Sancto. Sicut erat in principio, et nunc, et semper, et in saecula saeculorum                                       | Glòria al Pare, al Fill i a l'Esperit Sant, com era en principi i ara i sempre pels segles dels segles. Amen.                                 |